# Sorcerer Hunters
Sorcerer Hunters (爆れつ ハンター Bakuretsu Hantā?) es una serie de manga de 13 volúmenes, escrita por Satoru Akahori e ilustrada por Rei Omishi. Akahori y Omishi también publicaron Sorcerer Hunters Special, una historia de volumen único ambientado tiempo después de la conclusión de la serie original.

## Argumento
En el continente Spooner, los Hechiceros (Sorcerers) forman parte de la aristocracia. Tal es así, que abusan de sus poderes y somenten a los civiles. Para evitar esto, Big Mamma contrata a los Cazadores de Hechiceros (Sorcerer Hunters), grupo encabezado por Carrot Glacé, para encargarse de ellos.

### Personajes Principales
- Carrot Glacé (キャロット·グラッセ Kyarotto Gurasse?)
- Marron Glacé (マロン·グラッセ Maron Gurasse?)
- Gateau Mocha (ガトー·モカ Gatō Moka?)
- Tira Misu (ティラ·ミス Tira Misu?)
- Chocolate Misu (ショコラ·ミス Shokora Misu?)
- Big Mamma (ビッグ·マム Biggu Mamu?)
- Dotta (ドーター Dōtā?)

## Contenido de la obra

### Manga
La historia pertenece al mangaka Satoru Akahori y los dibujos a Rei Omishi. Fue serializada en la revista Monthly Comic Dengeki GAO! de la editorial Kadokawa Shoten. Consta de 13 volúmenes editados entre los años 1993 y 1998.
En el año 2007, la editorial Kodansha reeditó el manga constando esta entrega de 8 volúmenes.

### Anime
El manga fue adaptado a una serie de anime de 26 episodios. El proyecto estuvo a cargo del estudio de animación Xebec y fue televisado por TV Tokyo.

#### Equipo de Producción
- Director: Koichi Mashimo
- Música: Kenji Kawai
- Diseño de personajes: Hisashi Abe y Keiji Goto
- Dirección de Arte: Toshihisa Koyama
- Directores de Animación: Keiji Goto (sólo 5 episodios), Hisashi Abe y Toru Sato
- Dirección de Sonido: Shigeharu Shiba
- Productores: Masakatsu Kozuru, Noriko Kobayashi, Rei Omishi, Satoru Akahori y Yukinao Shimoji

#### Reparto
| Personaje      | Seiyū Original (Japón) | Actor de voz (Estados Unidos)            | Actor de voz (Italia)                | Actor de voz (Filipinas) |
| -------------- | ---------------------- | ---------------------------------------- | ------------------------------------ | ------------------------ |
| Carrot Glacé   | Shinnosuke Furumoto    | Brett Weaver                             | Simone Crisari                       | Fourth Lee               |
| Marron Glacé   | Mitsuaki Madono        | Jason Douglas                            | Stefano Crescentini                  | Bon Reyes                |
| Gateau Mocha   | Kiyoyuki Yanada        | Chris Corey (1-14) Andrew Klimko (15-26) | Vittorio Guerrieri                   | Richie Padilla           |
| Tira Misu      | Megumi Hayashibara     | Tamara Lo                                | Antonella Baldini                    | Charmaine Cordoviz       |
| Chocolate Misu | Yūko Mizutani          | Tiffany Grant                            | Tatiana Dessi                        | Grace Cornel             |
| Big Mamma      | Sumi Shimamoto         | Sue Ulu (1-6) Kelly Manison (7-26)       | Claudia Razzi                        | Dada Carlos              |
| Dotta          | Sakiko Tamagawa        | Kira                                     | Perla Liberatori                     | Dada Carlos              |
| Saj Torte      | Banjō Ginga            | Guil Lunde Randy Sparks                  | Mario Bombardieri (3) Saverio Indrio |                          |
| Mille Feuille  | Yasuyuki Hirata        | Lew Temple                               |                                      |                          |

La narración estuvo a cargo de Banjō Ginga.

#### Banda sonora
- Opening: What's Up Guys? por Shinnosuke Furumoto y Megumi Hayashibara.
- Ending: Mask por Masami Okui y Kasumi Matsumura.

### OVA
Continuando con la historia del anime, el 12 de diciembre de 1996 salió el OVA Ganso Bakuretsu Hunter. Fue también producido por el estudio Xebec, aunque con algunas modificaciones en el personal y el reparto. Esta animación consta de tres episodios.

#### Equipo de Producción
- Director: Koichi Mashimo, Nobuyoshi Habara y Takao Kato
- Guionistas: Satoru Akahori (episodio 1), Hiroyuki Kawasaki y Masaharu Amiya
- Música: Kenji Kawai
- Diseño de personajes: Keiji Goto
- Dirección de Arte: Chitose Asakura
- Directores de Animación: Keiji Goto (sólo el opening), Akio Takami (episodio 1), Koichi Usami y Mitsuru Ishihara
- Dirección de Sonido: Kazuhiro Wakabayashi
- Productores: Masaki Sawanobori y Toru Sato

#### Reparto
| Personaje      | Seiyū Original (Japón) | Actor de voz (Estados Unidos) |
| -------------- | ---------------------- | ----------------------------- |
| Carrot Glacé   | Shinnosuke Furumoto    | Brett Weaver                  |
| Marron Glacé   | Mitsuaki Madono        | Jason Douglas                 |
| Gateau Mocha   | Kiyoyuki Yanada        | Andrew Klimko                 |
| Tira Misu      | Megumi Hayashibara     | Tamara Lo                     |
| Chocolate Misu | Yūko Mizutani          | Tiffany Grant                 |
| Big Mamma      | Sumi Shimamoto         | Kelly Manison                 |
| Dotta          | Sakiko Tamagawa        | Kira Vincent-Davis            |
| Mille Feuille  | Megumi Ogata           | Chris Patton                  |
| Marris         | Akemi Okamura          | Monica Rial                   |
| Jii            | Fumihiko Tachiki       | Jason Douglas                 |
| Sirius         | Hiro Yūki              | Eric Opella                   |
| Potee          | Kazue Ikura            | Mandy Clark                   |
| Salad          | Masami Toyoshima       | Monica Rial                   |
| Eclair Mocha   | Mifuyu Hiiragi         | Kelly Cooke                   |
| Onion Glacé    | Shigeru Chiba          | Eric Opella                   |
| Shirorena      | Shihori Niwa           | Lauren Goodnight              |
| Death Master   | Tamio Ōki              | Jason Konopisos               |

La narración estuvo a cargo de Banjō Ginga.

#### Banda sonora
- Opening: Shoot! Love Hunter por Mari Sasaki.
- Ending: Whip on Darling por Yūko Mizutani y Megumi Hayashibara.

## Chivas 1-2-3
Chivas 1-2-3 es el nombre del manga spin-off de Sorcerer Hunters. La historia pertenece al mangaka original: Satoru Akahori. Por el contrario, los dibujos estuvieron a cargo de Miku Yuki. Esta nueva historia fue publicada por la editorial MediaWorks entre los años 1996 y 1999. La entrega constó de 7 volúmenes.
El manga tiene como protagonista a Shibas Scotch, quien toma los trabajos que los Sorcerer Hunters no quieren hacer.

### OVA
Este spin-off ha sido adaptado al formato OVA e 21 de agosto de 1999. Esta animación, también conocida como Sorcerer on the Rocks, presenta dos episodios. El estudio a cargo fue Daume.

#### Equipo de Producción
- Director: Kazuhiro Ozawa
- Guionistas: Hiroyuki Kawasaki
- Música: Nobuo Ito
- Diseño de personajes: Hisashi Abe
- Dirección de Arte: Yasutada Kato
- Dirección de Sonido: Jun Watanabe
- Director de Animación: Hisashi Abe
- Productores: Hirohito Kobayashi, Hirotomi Yamaguchi y Ryosuke Komaki

#### Reparto
| Personaje            | Seiyū Original (Japón)               | Actor de voz (Estados Unidos) | Actor de voz (Italia) |
| -------------------- | ------------------------------------ | ----------------------------- | --------------------- |
| Shibas Scotch        | Kazuki Yao Chinami Nishimura (mujer) | Jay Hickman                   | Davide Lepore         |
| Gin Fizz             | Yuka Imai                            | Monica Rial                   | Rachele Paolelli      |
| Kiss, el Hombre-Lobo | Chinami Nishimura                    | Hilary Haag                   | Ilaria Latini         |
| Million              | Fujiko Takimoto                      | Emily Carter                  | Francesca Guadagno    |
| Genmi                | Nobutoshi Hayashi                    | Brett Weaver                  | Fabrizio Vidale       |
| Taru-Ho              | Ayako Kawasumi                       | Kira Vincent-Davis            | Veronica Puccio       |
| Icarus               | Jūrōta Kosugi                        | Mike Kleinhenz                | Pierluigi Astore      |
| Count Cuttlefish     | Katsuhisa Hōki                       | John Swasey                   | Michele Kalamera      |
| Meru-Su              | Yuri Shiratori                       | Kira Vincent-Davis            | Letizia Ciampa        |

La narración estuvo a cargo de Jūrōta Kosugi.

#### Banda sonora
- Opening: Shoot! Love Hunter por Mari Sasaki.
- Ending: My First Wonder Sensation por Anri Minowa.